# Jesús Duarte
Jesús David Duarte Arias (Táchira, 20 dicembre 2005) è un calciatore venezuelano, attaccante del Deportivo Táchira.

## Carriera

### Club
Cresciuto nel settore giovanile del Deportivo Táchira, ha debuttato in prima squadra il 21 ottobre 2022 nell'incontro di Liga FUTVE vinto 1-0 contro il Portuguesa FC. Nel 2024 ha esordito nelle competizioni CONMEBOL per club, giocando una partita in Coppa Libertadores, competizione alla quale ha preso parte anche nel 2025.

### Nazionale
Nel 2025 ha partecipato al campionato sudamericano di categoria con la nazionale Under-20 venezuelana.

## Statistiche

### Presenze e reti nei club
Statistiche aggiornate al 1 agosto 2025.
| Stagione        | Squadra           | Campionato      | Campionato | Campionato | Coppe nazionali | Coppe nazionali | Coppe nazionali | Coppe continentali | Coppe continentali | Coppe continentali | Altre coppe | Altre coppe | Altre coppe | Totale | Totale | Totale |
| Stagione        | Squadra           | Comp            | Pres       | Reti       | Comp            | Pres            | Reti            | Comp               | Pres               | Reti               | Comp        | Pres        | Reti        | Pres   | Reti   |        |
| --------------- | ----------------- | --------------- | ---------- | ---------- | --------------- | --------------- | --------------- | ------------------ | ------------------ | ------------------ | ----------- | ----------- | ----------- | ------ | ------ | ------ |
| 2022            | Deportivo Táchira | PD              | 2          | 0          | CV              | 0               | 0               | -                  | -                  | -                  | -           | -           | -           | 2      | 0      |        |
| 2023            | Deportivo Táchira | PD              | 7          | 0          | CV              | 0               | 0               | -                  | -                  | -                  | -           | -           | -           | 7      | 0      |        |
| 2024            | Deportivo Táchira | PD              | 2          | 0          | CV              | 1               | 0               | CL                 | 1                  | 0                  | -           | -           | -           | 4      | 0      |        |
| 2025            | Deportivo Táchira | PD              | 14         | 0          | CV              | 1               | 1               | CL                 | 4                  | 0                  | -           | -           | -           | 19     | 1      |        |
| Totale carriera | Totale carriera   | Totale carriera | 25         | 0          |                 | 2               | 1               |                    | 5                  | 0                  |             | -           | -           | 32     | 1      |        |

## Palmarès

### Club

#### Competizioni nazionali
- Campionato venezuelano: 2

Deportivo Táchira: 2023, 2024